# Слободан Милошевич
Слободан Милошевич (чуйте (МФА sloˈbodan miˈloʃevitɕ; на сръбски: Слободан Милошевић или Slobodan Milošević) е югославски и сръбски политик. В периода 1986 – 1989 г. е председател на Председателството на ЦК на Съюза на комунистите в Сърбия, член на Председателството (Политбюро) на ЦК на Съюза на комунистите в Югославия и член на председателството на Социалистическа република Сърбия, през 1989 – 1997 г. е президент на Сърбия, а от 1997 до 5 октомври 2000 г. е президент на Съюзна република Югославия. Той е лидер и на Сръбската социалистическа партия от самото ѝ основаване. Женен за Миряна Маркович, от която има две деца (Марко и Мария).

## Биографични данни
Слободан Милошевич произхожда от черногорския сръбски клан Васоевичи, въпреки че е роден в Пожаревац.
Политическата му дейност започва през 1959 г., когато постъпва в Югославската комунистическа партия. През 1964 г. завършва право в Белградския университет. През 1974 г. става генерален директор на „Техногаз“, а от 1978 до 1983 г. е директор на „Београдска банка“.
През 1984 г. става първи секретар на Белградския градски комитет на ЮКП. През май 1986 г. е избран за генерален секретар на ЦК на Сръбската комунистическа партия, официално наричан председател на Председателството на ЦК на Съюза на комунистите в Сърбия, на чийто пост е до май 1989 г., а на 28 юни 1986 г. на 13-ия конгрес на ЮКП е избран за член на Политбюро на ЦК на Югославската комунистическа партия. От 16 май 1986 до 28 юни 1989 г. е заедно с това и член на Председателството на Социалистическа република Сърбия. Идвайки на власт през 1986 г. в Сърбия, Милошевич е сред консервативните комунистически ръководители в Източна Европа. Активно поддържа връзки с първите ръководители на другите социалистически държави на Балканите Тодор Живков (Народна република България) и Николае Чаушеску (Народна република Румъния), с които иска да създаде общ фронт срещу перестройката на съветския ръководител Михаил Горбачов, започвайки по подобие на т.нар. Възродителен процес в България и Антиунгарските мероприятия в Румъния, кампания срещу албанското управление на автономния регион в състава на Сърбия Косово и предлагайки на Тодор Живков и Николае Чаушеску общ балкански блок срещу Горбачов през 1987 и 1988 г. През май 1989 г. е избран за председател на Председателството на СР Сърбия. След подадената оставка на югославското правителство на Бранко Микулич през декември 1988, в началото на 1989 г. Слободан Милошевич е предложен за поста министър-председател на СФРЮ и зад неговата кандидатура застават най-изтъкнатите югославски политици, но вторият кандидат, хърватският председател на републиканското председателство на СР Хърватия Анте Маркович, печели поста и става премиер на Югославия. През май 1989 г. Милошевич е избран за председател на Председателството на СР Сърбия.
На 28 юни 1989 година, т.е. само няколко месеца преди падането на Берлинската стена, Слободан Милошевич държи реч на Газиместан, с която прави недвусмислена заявка за сръбското водачество над народите в бивша Югославия. Милошевич оцелява на власт и след падането на неговите балкански съюзници Тодор Живков и Николае Чаушеску през 1989 г. През 1990 г. е избран за президент на Сърбия. Въпреки провала на опита да бъде свален, Милошевич управлява Сърбия и остатъчна Югославия в условията на жестоки войни след разпада на Социалистическа федеративна република Югославия след 1992 г. – войните в Хърватия (1991 – 1995) и Босна и Херцеговина (1992 – 1995), както и в Косово (1998 – 2000). Заявява, че сърбите в Хърватия и Босна имат същото право на суверенитет, каквото имат и Хърватия и Босна, въпреки че те са били оформени културно-исторически съобщества, където чуждеродното население е имало право на опазване на националната култура, но не и на независимост. По същото време отхвърля албанския сепаратизъм в Косово.
На 21 ноември 1995 г. Милошевич, заедно с босненския президент Алия Изетбегович и хърватския президент Франьо Туджман подписват Дейтънското споразумение, което слага край на войната в Босна и Херцеговина и урежда следвоенното ѝ устройство.
На 15 юли 1997 г. Милошевич е избран за президент на Съюзна република Югославия.
През 1998 г. в Косово след поредни албански вълнения срещу сърбите и сръбското управление избухва военен конфликт, в който новосъздадената Армия за освобождение на Косово на албанците започва въоръжена терористична война срещу Югославските власти. Първоначално срещу албанските паравоенни части е пратена югославска полиция и жандармерия. През януари 1999 г. Слободан Милошевич изпраща в Косово Югославската армия, която заедно с полицията започва военни действия срещу сепаратистите албанци от АОК. През февруари-март 1999 г. опитът за Споразумение на международна основа в замъка Рамбуйе във Франция завършва с неуспех и на 24 март 1999 г. НАТО, начело със САЩ, започва въздушни бомбардировки срещу Югославия, като югославската армия се сражава срещу НАТО, дипломатически подкрепена от Русия. Макар военните действия да имат различен обрат ту за едната, ту за другата воюваща страна, през юни 1999 г. НАТО започва план за сухопътна операция в Югославска територия, което кара Милошевич да подпише примирието от гр. Куманово, с което Югославия – нейните армия, полиция и администрация се изтеглят от Косово и управлението му поема командването на силите на НАТО КФОР.
На 27 май 1999 г. главният обвинител на Хагския трибунал за военнопрестъпленията в бивша Югославия, Карла дел Понте, повдига обвинение срещу Слободан Милошевич за престъпления срещу човечеството по време на войните след разпадането на Югославия.
На проведените президентски избори през 24 септември 2000 г., Слободан Милошевич губи от кандидата на блока Демократична опозиция на Сърбия Воислав Кощуница, но отказва да признае поражението си. На 5 октомври 2000 г. Милошевич е принуден да се оттегли от президентския пост след проведени масови демонстрации в Белград и други големи градове.
През 2001 г. в Белград започва да се води дело срещу Милошевич по обвинения в служебни и финансови злоупотреби, а на 1 април същата година той е арестуван.
През май 2001 г. Трибуналът за военни престъпления приема съдебно разпореждане за арестуване на Милошевич за нарушаване на Женевските конвенции. Но тъй като в Югославия съществува конституционната забрана за екстрадиране на югославски граждани, трябва да бъде създаден нов закон, който да позволи предаването на Милошевич. През юни 2001 година е приет декрет за сътрудничество с Трибунала в Хага и на 29 юни 2001 г. Милошевич е предаден на трибунала в Хага. Няколко дни по-късно той е екстрадиран и е настанен в затвора Схевенинген.

## Процесът
На 3 юли 2001 г. Милошевич се явява за първи път пред съда в Хага. По време на процеса той използва тактика, подобна на тази на Георги Димитров на Лайпцигския процес, като решава да се защитава сам и използва защитата си за изнасяне на нападателни пропагандни речи. Според него Трибуналът е незаконна институция, която служи за оправдание на военните престъпления на НАТО. След като Милошевич не се изказва за вината си, съдията Ричард Мей записва, че той пледира невинен. Междувременно международен екип от адвокати заминава за Хага, за да даде правни съвети на бившия югославски президент. В този екип се включват адвокатите Кристофър Блек, Рамзи Кларк и други адвокати от Канада и Европа.
През септември същата година Карла дел Понте подписва нов обвинителен акт за военни престъпления и престъпления срещу човечеството по време на войната в Хърватия в август 1991 – юни 1992 г. В него Милошевич е обвинен за смъртта на над 700 хървати и насилственото прогонване на над 170 000 души. Междувременно става ясно, че Дел Понте ще разшири обвиненията си относно Косово, като добавя сексуални престъпления и насилствена депортация на хиляди косовски албанци.
На 23 ноември Милошевич е обвинен в геноцид по време на войната в Босна и Херцеговина в периода 1992 – 1995 г. Той е обвинен, че носи отговорност за насилствено експулсиране на повече от 250 000 души от Босна, както и за смъртта на хиляди мюсюлмани по време на клането в Сребреница.
На 12 февруари 2002 година започва процесът срещу Милошевич. Той се разглежда на два етапа. Първият е по делото Косово, което продължава от 12 февруари до 11 септември 2002 г. На него се явяват 124 свидетели. Делото е прекъсвано няколко пъти поради влошаване на здравословното състояние на Милошевич.
Вторият етап на процеса включва делото Босна и Хърватия, на което са призовани 171 свидетели. Слободан Милошевич умира внезапно в затвора на 11 март 2006 г.

## Смъртта на Милошевич
Милошевич е намерен мъртъв в своята килия на 11 март 2006 г. във военния затвор на трибунала в Хага.
Аутопсиите установяват, че Милошевич е умрял от сърдечен удар. Той е имал сърдечни проблеми, свързани с високо кръвно налягане. Привържениците на Милошевич твърдят, че сърдечният удар е бил предизвикан или допуснат от самия Трибунал, докато неговите критици смятат, че е възможно сам да е виновен. Малко преди смъртта си, Милошевич пожелава да бъде лекуван в Кардио-хирургичния център в Русия, но Трибуналът отказва разрешение, тъй като няма гаранции, че евентуално бягство може да бъде предотвратено. По същото време Милошевич изразява съмнения, че може би е отровен. Разразява се скандал, когато става ясно, че според предишен медицински тест от 12 януари в кръвта на Милошевич е открит рифампицин – лекарство, което нормално се употребява за лечение на проказа и туберкулоза, и което е неутрализирало ефекта на лекарствата за понижаване на кръвното налягане. След като случаят е приключен, някои предполагат, че медицинският персонал в Хага умишлено е предписал това лекарство, докато други смятат, че лекарството е взето от него, за да влоши сърдечното си състояние и да бъде изпратен за лечение в Русия, където да избяга. Под въпрос е също, дали той е имал възможност да внесе такива лекарства, след като всички негови посетители са били претърсвани поне веднъж, като резултат от взетите мерки след инцидента през септември 2005 г., когато той взима лекарство от сръбски доктор без разрешение.
Няколко медицински експерти, като Лео Бокерия (директор на Кардио-хирургичния център в Русия, където той е искал да бъде лекуван) и медицинския журналист на „The Times“, смятат, че сърдечният удар на Милошевич лесно е могъл да бъде предотвратен с редовни медицински тестове.
Реакциите са противоречиви. Официалните власти и поддръжници на процеса в Хага съжаляват, че Милошевич се е отървал без наказание, докато техните опоненти, повечето сръбски и руски представители, подчертават отговорността на Трибунала за това, което е станало.
Десетки хиляди негови поддръжници се събират на прощална церемония в Белград, след което Милошевич е погребан в родния му град Пожаревац.

## Частично оправдаване
Милошевич умира на 11 март 2006 г. Към този момент събирането на доказателства е до голяма степен завършено и присъдата се очаква през 2006 г. Главният прокурор на трибунала за военни престъпления Карла дел Понте казва, че ако процесът беше приключил, Милошевич щеше да бъде осъден. Представени са достатъчно доказателства. Тя съжалява за смъртта на Милошевич, „също и за жертвите, хилядите жертви, които чакаха справедливост“.
След смъртта на Милошевич производството е прекратено след четири години и половина без окончателен доклад. „Human Rights Watch“ дава висока оценка на работата на Трибунала. Най-изчерпателната документация за югославските войни досега е резултат от събирането на доказателства. „Human Rights Watch“ публикува обобщен доклад за това през декември 2006 г.
Като част от присъдата срещу Радован Караджич, Международният наказателен съд установява през 2016 г., че отговорността на Милошевич за обвиненията, свързани с войната в Босна, не може да бъде доказана. Това е неправилно интерпретирано от различни медии като последваща „оправдателна присъда“.

## Наследство
През 2010 г. уебсайтът „Life“ включва Милошевич в списъка си с „Най-лошите диктатори в света“. Той остава противоречива фигура в Сърбия и на Балканите поради войните в Югославия и злоупотребата му с власт, особено по време на изборите през 1997 г. и 2000 г.